# Serial killer
Un serial killer, o assassino seriale, è un pluriomicida di natura compulsiva che uccide persone con caratteristiche comuni - come genere, età, sesso o professione -, con o senza regolarità temporale e con un modus operandi specifico.La natura compulsiva dell'azione, talvolta priva di movente, è in genere legata a traumi della sfera emotivo-sessuale, come isolamento sociale, comportamento irregolare, ossessioni narcisistiche, sessuali ed altri.
Inoltre a causa delle motivazioni precedenti il soggetto spesso associa i suoi traumi e moventi (distaccati dalla vittima) con le persone uccise, così si sviluppa un modus operandi  che l’assassino applica ad ogni omicidio. Esso può essere uno specifico metodo di omicidio, una regola che l’assassino segue o un tipo di persone che uccide.

## Origini e significato del termine

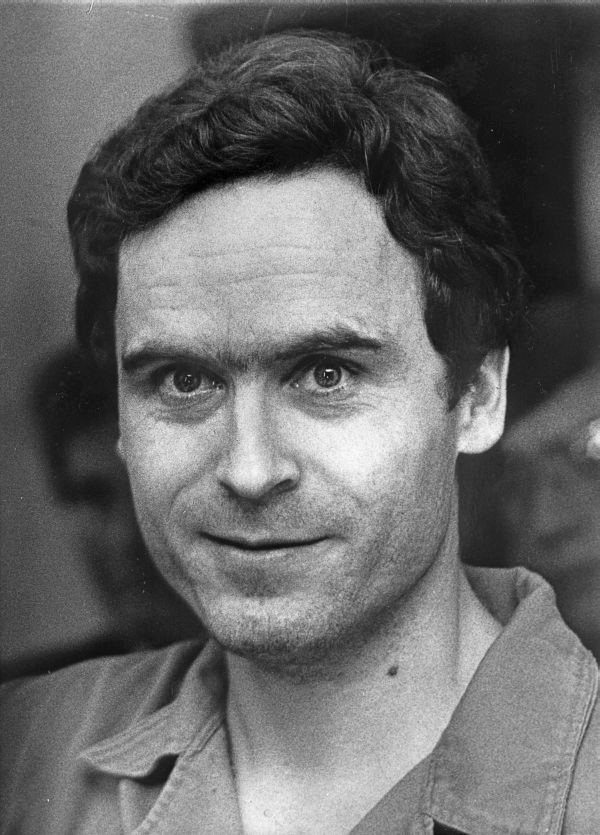
Il serial killer Ted Bundy in una foto del luglio 1978

La 'paternità' della denominazione di serial killer è generalmente attribuita ai profiler Robert Ressler e John E. Douglas, agenti speciali dell'FBI, che furono i primi a studiare in maniera sistematica il fenomeno dell'omicidio seriale dagli anni sessanta del XX secolo.
Il primo utilizzo della definizione di "assassino seriale" (Serienmörder) compare in Germania in un articolo scientifico del 1930, "Die Düsseldorfer Sexualverbrechen", scritto dal criminologo tedesco Ernst Gennat, investigatore e direttore della polizia criminale di Berlino nella prima metà del ventesimo secolo, in riferimento al caso di Peter Kürten, il "vampiro di Düsseldorf".
Tuttavia, sono da rilevare anche altre ipotesi relative alla definizione e al concetto.

## Caratteristiche dei serial killer
(Ted Bundy)
Il serial killer è colui che commette due o più omicidi in località distinte, intervallati da un periodo di tempo, connotato da una fase di "raffreddamento emozionale".
I serial killer possono essere suddivisi in serial killer organizzati e serial killer disorganizzati. Il serial killer organizzato si configura quale individuo psicopatico, dotato di un quoziente intellettivo al di sopra della media, solitamente ben inserito in ambito sociale, razionale e meticoloso. Nel caso, invece, del serial killer disorganizzato, si fa riferimento a un soggetto affetto da sociopatia, ridotto senso della realtà e una forte impulsività. 
Le motivazioni psicologiche dell'assassino seriale possono essere estremamente diverse, ma in buona parte dei casi sono legate a pulsioni verso l'esercizio del potere o a pulsioni sessuali, soprattutto con connotazioni sadiche. La psicologia dell'assassino seriale è spesso caratterizzata da una sensazione di inadeguatezza e da un basso livello di autostima, legati talvolta a traumi infantili come umiliazioni, bullismo o abusi sessuali, oppure a una condizione socio-economica particolarmente deprimente. Il crimine costituisce in questi casi una fonte di compensazione da cui trarre una sensazione di potenza, di riscatto sociale. Queste sensazioni possono derivare sia dall'atto omicida in sé, sia dalla convinzione di poter superare in astuzia la polizia. L'incapacità di provare empatia con la sofferenza delle proprie vittime, altra caratteristica comune agli assassini seriali, è frequentemente descritta con aggettivi come psicopatica o sociopatica. Associata al sadismo e al desiderio di potere, essa può condurre alla tortura delle proprie vittime o a tecniche di uccisione che coinvolgono un supplizio prolungato nel tempo della vittima.
Molte assassine seriali sono considerate vedove nere, cioè donne che uccidono prevalentemente per ragioni economiche o di guadagno e che preferiscono avvelenare o strangolare le loro vittime, mentre per i killer uomini l'omicidio comprende un grande coinvolgimento fisico e ciò include quindi armi bianche, armi da fuoco, o comunque qualsiasi oggetto che possa essere utilizzato come arma.
Data la natura morbosa, psicopatica e sociopatica della condotta criminale dell'assassino seriale, nella maggior parte dei processi l'avvocato difensore invoca l'infermità mentale. Questa linea di difesa fallisce però quasi sistematicamente nei sistemi giudiziari come quello degli Stati Uniti, in cui l'infermità mentale è definita come l'incapacità di distinguere bene e male nel momento in cui l'atto criminale si è consumato. I crimini degli assassini seriali sono quasi sempre premeditati e l'omicida stesso trova non raramente la propria motivazione nella consapevolezza del loro significato morale.

## Psicologia e sviluppo

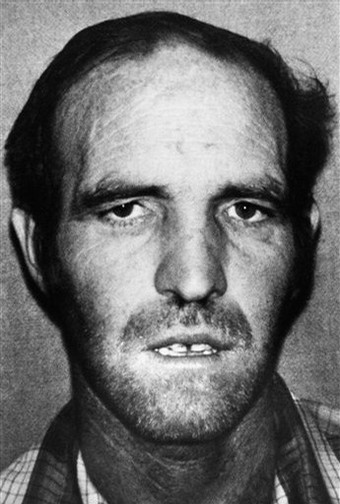
Foto segnaletica del serial killer Ottis Toole

Molti assassini seriali hanno disfunzioni di fondo. Spesso sono stati bambini maltrattati in senso fisico, psicologico o sessuale, anche se vi sono casi documentati in cui non risultano abusi. Da ciò potrebbe derivare la stretta relazione tra crimini e abusi subiti nell'infanzia. Ad esempio, John Wayne Gacy era spesso malmenato dal padre, deriso come "femminella" e insultato. Da adulto, stuprò e torturò 33 ragazzi accusandoli di essere "finocchi" e "femminelle", quando egli stesso era bisessuale. Richard Ramirez veniva spesso picchiato dal padre per motivazioni futili, mentre passava il tempo libero con il cugino reduce del Vietnam che gli raccontava della guerra e di come avesse ucciso e violentato numerose persone; in seguito alle violenze subite dal padre e anche a causa dei racconti morbosi riportati dal cugino, divenne il cacciatore notturno. David Berkowitz venne prima abbandonato dai genitori biologici, poi in seguito alla morte per cancro della madre adottiva venne abbandonato anche dal padre adottivo che lo reputava stupido e da qui venne il suo impulso all’omicidio. Albert Fish a cinque anni veniva preso a frustate nell'orfanotrofio; da qui sviluppò le sue parafilie. In una coppia conosciuta come Barbie e Ken, Paul Bernardo (Ken) lo diventò quando scoprì che era un figlio illegittimo. 
Carroll Cole era stato violentato dalla madre, che voleva dei rapporti extramatrimoniali e forzava Cole a vedere, picchiandolo e ordinandogli di assicurarle che lui non lo avrebbe detto al padre. In età adulta Cole uccise ogni donna "persa" che gli ricordasse sua madre, in particolar modo quelle donne sposate che cercavano avventure sessuali all'insaputa dei mariti. Di Pedro Alonso López, che nutrì un grande odio verso la madre, si sospettano almeno 350 omicidi: tutte le vittime erano donne che voleva punire per la misoginia che aveva sviluppato negli anni. Edmund Kemper veniva malmenato dalla madre e dal padre, che successivamente lo abbandonò e da qui sviluppò le sue fantasie violente, che lo portarono a sterminare parte della famiglia. Ed Gein era figlio di una donna luterana e fanatica religiosa, che aveva trasmesso ai figli il concetto dell'innata immoralità del mondo, l'odio verso l'alcolismo e che tutte le donne (esclusa lei) fossero prostitute; inoltre, il sesso era accettabile soltanto al fine di procreare. Ogni pomeriggio, leggeva ai propri figli la Bibbia, in particolare passi dell'Antico Testamento dove si parla di morte, omicidio e punizione divina. Una volta, sorprendendone uno mentre si masturbava nella vasca da bagno, gli afferrò i genitali chiamandoli la "maledizione dell'uomo" e lo immerse nell'acqua bollente per punirlo. Ted Bundy, invece, aveva vissuto un trauma a causa della madre, la quale gli mentì fino all'età adolescenziale fingendo di essere sua sorella. La scoperta che quella che credeva essere sua madre era invece sua nonna e che quella che credeva essere sua sorella era invece sua madre, gli sconvolse la mente.
Alcuni assassini seriali non sembrano essere soggetti a nessun tipo di abuso durante l'infanzia, anche se possono non essere stati riconosciuti e ceduti per l'adozione oppure sono solo passati di parente in parente, creando il sentimento e la sensazione di non essere desiderati e senza radici, come, ad esempio, Gerald Stano. È spesso impossibile sapere esattamente cosa sia successo durante l'infanzia di ognuno, così alcuni di loro possono negare di aver subito abusi, mentre altri possono ingiustamente dichiarare proprio di aver subito abusi; in tal modo sperano di catturare la compassione delle altre persone e dire agli psicologi ciò che desiderano sentirsi dire.
L'elemento di fantasia negli assassini seriali non deve essere enfatizzato. Essi iniziano spesso fantasticando l'assassinio durante l'adolescenza o anche prima. Le loro vite immaginarie sono molto ricche ed essi sognano a occhi aperti in modo compulsivo di dominare e uccidere le persone, spesso con elementi molto specifici della fantasia omicida che diverranno evidenti nei loro crimini reali. Alcuni assassini sono influenzati da letture sull'Olocausto e fantasticano sull'essere responsabili di campi di concentramento. Comunque, in questi casi non è l'ideologia politica del Nazismo ciò di cui godono o che li ispira, ma semplicemente l'attrazione per la brutalità e il sadismo della sua applicazione.
Altri godono della lettura delle opere del Marchese de Sade, dal cui nome deriva il termine "sadismo" per via delle sue storie zeppe di stupri, perversioni, torture e omicidi. Molti fanno uso di pornografia, spesso del tipo violento che riguarda il bondage, anche se leggono pure riviste in cui vengono narrati veri casi di omicidio. Altri possono essere affascinati ed eccitati da materiale meno ovviamente discutibile. Jeffrey Dahmer, per esempio, affascinato dal personaggio dell'Imperatore Palpatine de Il ritorno dello Jedi, comprò addirittura delle lenti a contatto gialle per poter somigliare al personaggio malvagio, mentre diversi assassini seriali affermano che le loro fantasie sono state influenzate dalla Bibbia, in particolare dal Libro dell'Apocalisse. È il caso di Earle Nelson, omicida statunitense che strangolò e abusò dei cadaveri di almeno 22 o 25 donne.
Alcuni assassini seriali mostrano nella fanciullezza uno o più dei segnali di avvertimento noti come triade di MacDonald, composta da piromania, invariabilmente solo per il gusto di distruggere le cose, crudeltà verso gli animali (zoosadismo) ed enuresi oltre l'età in cui i bambini cessano tale comportamento.

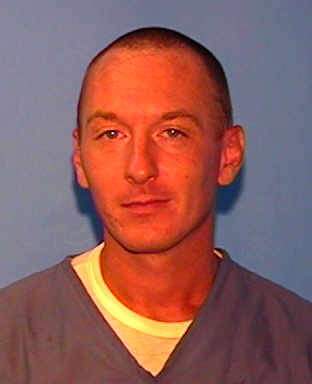
Foto segnaletica del killer Rod Ferrell

Comunque, questa triade, che venne teorizzata nel 1963, è stata messa in discussione dai ricercatori. Essi notano che molti bambini e adolescenti accendono fuochi o nuocciono ad animali per diverse ragioni, quali noia, imitazione delle punizioni date dagli adulti agli animali domestici, esplorazione di un'identità da "duro" o perfino sentimenti di frustrazione. È quindi difficile sapere se queste variabili siano davvero rilevanti per l'eziologia dell'assassinio seriale e, se così fosse, quanto lo siano con precisione. Molti assassini seriali dichiarano di aver compiuto il loro primo omicidio verso i 20-25 anni, anche se questo dato può variare anche di molto. Infatti, ce ne sono alcuni che dichiarano di aver ucciso per la prima volta verso i 38 anni, mentre altri a 15 anni ammettono di aver compiuto 4 omicidi nei 2 anni precedenti. Per esempio, Mary Bell massacrò con la complice 2 bambini all'età di 11 anni. Jesse Pomeroy e Seito Sakakibara compirono 2 omicidi all'età di 14 anni. Giorgio William Vizzardelli uccise per la prima volta all'età di circa 15 anni. Pedro Rodrigues Filho fece le sue prime 2 vittime a 14 anni. Cayetano Santos Godino uccise la sua prima vittima, una bambina, all'età di 9 anni. Valentino Pesenti nel 1976 uccise a coltellate la sua prima vittima all'età di 14 anni. Jean Grenier nel Seicento uccise e cannibalizzò alcuni bambini all'età di 15 anni. Mentre l'adolescente americano Rod Ferrell aveva solo 16 anni quando, nel 1996, uccise una coppia sposata in Florida, bevendo il loro sangue.
Tuttavia, esiste anche una piccola percentuale di serial killer che decide di dare libero sfogo alla propria furia omicida solamente dopo aver raggiunto la mezza età o addirittura oltre. Per esempio, Andrej Romanovič Čikatilo, il Mostro di Rostov autore di almeno 53 omicidi, commise il suo primo delitto quando aveva 42 anni. Albert Fish uccise per la prima volta a circa 30 anni. Continuò a uccidere e commettere stupri e atti di cannibalismo fin quando aveva quasi 60 anni. Vasili Komaroff, il Lupo di Mosca, aveva iniziato a uccidere e derubare le sue vittime a partire dagli anni 20, all'età di circa 50 anni. Questa, secondo molte teorie, sarebbe una specie di tattica evasiva in quanto, anche se l'assassino dovesse essere preso dalla Polizia, non dovrebbe affrontare il problema di trascorrere una vita intera in carcere, ma semplicemente viverci per il numero limitato di anni che gli restano.
Molti esperti sostengono che, una volta compiuto il primo omicidio, è pressoché impossibile o comunque estremamente raro che un assassino seriale si fermi. Recentemente questa posizione è stata ripresa in considerazione in quanto nuovi assassini seriali sono stati catturati grazie a mezzi come il test del DNA oggi a disposizione degli investigatori. In particolar modo, gli assassini seriali che sono stati catturati grazie a questi test sono proprio quelli che non sono in grado di controllare i propri impulsi omicidi. Così, questi assassini seriali sono fortemente presenti nelle statistiche degli uccisori assicurati alla giustizia.
La frequenza con cui uccidono può anch'essa variare molto. Juan Corona uccise almeno 25 persone in sole 6 settimane, mentre Frederick West e sua moglie Rosemary mieterono 12 vittime in un periodo di circa 20 anni. Valentino Pesenti uccise 4 persone in 15 anni, mentre Josef Schwab fece 5 vittime in 5 giorni. Jeffrey Dahmer uccise 17 ragazzi in 13 anni, mentre Donato Bilancia uccise 17 persone in 6 mesi. Luis Alfredo Garavito uccise a colpi di machete più di 140 o 172 bambini in circa 8 anni, mentre Hu Wanlin avvelenò almeno 146 persone in un anno e mezzo circa. Roberto Succo uccise in tutto 7 persone negli 8 anni che coincisero con la sua latitanza in Francia, a seguito dell'omicidio dei suoi genitori.

## Diffusione

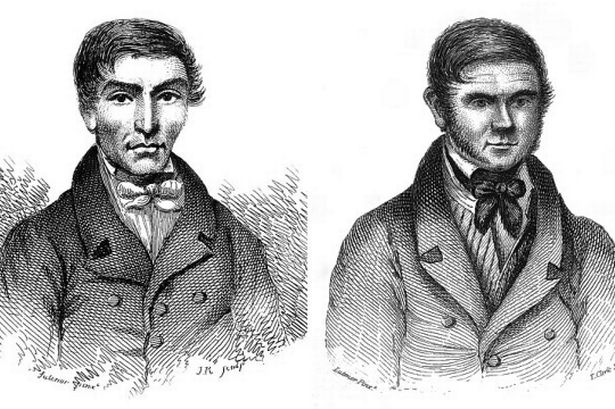
William Hare e Brendan Burke

Ci sono stati rapporti contrastanti circa l'estensione dell'omicidio seriale. Negli anni '80 l'FBI sostenne che c'erano all'incirca 35 serial killer attivi negli Stati Uniti, indicando con ciò che gli assassini seriali in questione avevano commesso il loro primo omicidio e non erano ancora stati assicurati alla giustizia o fermati con altri mezzi, per esempio suicidio o morte naturale.

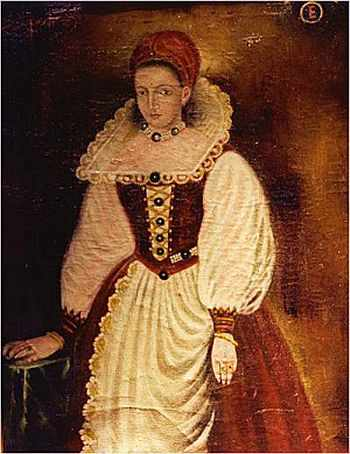
Erzsébet "Elisabeth" Bathory

Questi numeri sono stati spesso esagerati. Nel suo libro del 1990 Serial Killers: The Growing Menace Joel Norris sostenne che esistevano 500 assassini seriali attivi negli USA, che provocavano 5.000 vittime all'anno, ossia approssimativamente un quarto degli omicidi noti della nazione. Queste statistiche sono considerate sospette e non sostenute da prove. Alcuni hanno affermato che coloro che studiano o scrivono degli assassini seriali, siano essi impegnati in una professione legale o giornalisti, abbiano un interesse nascosto nell'esagerare la minaccia di tali soggetti.
In termini di casi riportati appaiono esserci molti più assassini seriali attivi nelle nazioni occidentali sviluppate che altrove. Diversi fattori possono contribuire a ciò:
- Le tecniche di investigazione sono migliori nelle nazioni sviluppate. Le molteplici vittime di uno stesso soggetto vengono rapidamente individuate come collegate, quindi l'arresto del colpevole avviene più rapidamente di quanto non avvenga in una nazione dove la Polizia ha meno risorse a disposizione.
- Le nazioni sviluppate hanno mezzi di informazione altamente competitivi, quindi i casi sono riportati più velocemente.
- I mezzi di informazione negli USA e nell'Europa Occidentale hanno evitato la censura su larga scala sancita dallo stato, censura che esiste in certe altre nazioni nelle quali le storie relative a omicidi seriali sono state eliminate. Un esempio è il caso dell'Ucraina con il serial killer Andrei Chikatilo le cui attività continuarono non citate e scarsamente investigate dalla Polizia dell'ex Unione Sovietica, a causa dell'idea che solo nelle ipoteticamente corrotte nazioni capitaliste occidentali questo tipo di assassini proliferava. Dopo il crollo dell'URSS ci furono diversi rapporti prolifici su assassini seriali i cui crimini erano stati precedentemente nascosti dietro la Cortina di ferro.
- Le differenze culturali potrebbero render conto di un più ampio numero di assassini seriali, non solo di un maggior numero di casi riportati.

## Tipi di serial killer

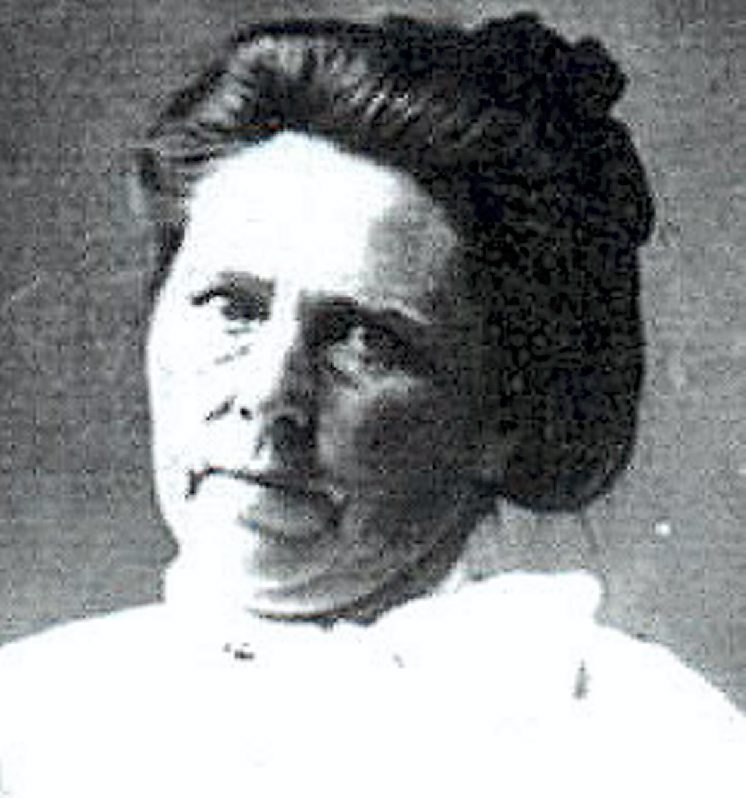
Belle Gunness nel 1904

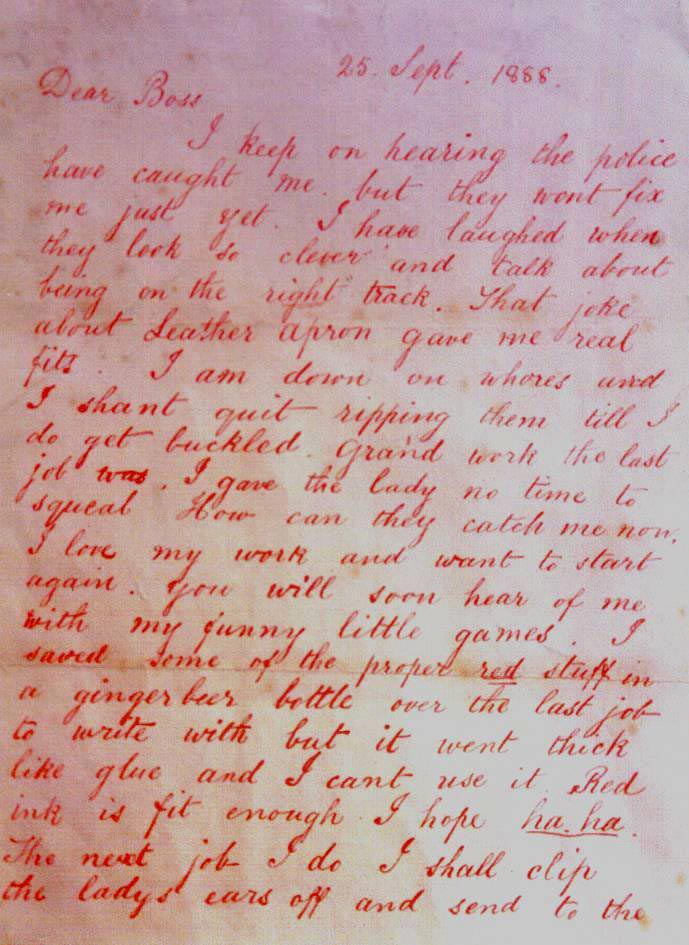
La prima lettera autografata di Jack lo Squartatore (25 settembre 1888)

I criminologi e istituzioni come l'FBI identificano diversi tipi di serial killer. In generale sono classificabili in due grandi categorie: organizzati e disorganizzati. Un'altra classificazione in parte indipendente riguarda invece le motivazioni specifiche dell'omicida.

### Tipi organizzati e disorganizzati
- I tipi organizzati sono uccisori lucidi, spesso molto intelligenti, metodici nella pianificazione dei crimini. Mantengono un alto livello di controllo sull'andamento del delitto; non raramente hanno conoscenze specifiche sui metodi della polizia, che applicano allo scopo di occultare scientificamente le prove. Seguono con attenzione l'andamento delle indagini attraverso i mass media e concepiscono i loro omicidi come progetti di alto livello. Spesso questo tipo d'assassino ha una vita sociale ordinaria, amici, amanti, o addirittura una famiglia.
- I tipi disorganizzati agiscono impulsivamente, spesso uccidendo quando se ne verifica l'occasione, senza una reale pianificazione. Spesso hanno un basso livello culturale e un quoziente d'intelligenza non eccelso; non sono metodici, non occultano le tracce, sebbene siano talvolta in grado di sfuggire alle indagini per qualche tempo, principalmente spostandosi velocemente e grazie alla natura intrinsecamente "disordinata" del loro comportamento su lunghi archi di tempo. Questo genere di criminali in genere ha una vita sociale e affettiva estremamente carente e a volte qualche forma di disturbo mentale.

Tale classificazione si riflette sulla scena del crimine attraverso indicatori, più o meno significativi, che possono aiutare gli investigatori a tracciare un primo profilo del responsabile. In particolare il livello di organizzazione si potrà evincere dalla presenza o meno sulla scena del delitto dell'arma utilizzata, dal tipo di quest'ultima, dalla verifica della corrispondenza tra luogo dell'uccisione e luogo del ritrovamento, dalla presenza di tracce o altri elementi utili all'individuazione del responsabile. Nello specifico possiamo dire come un tipo organizzato tende a portare sul luogo del delitto l'arma o le armi che utilizzerà per commetterlo, così come provvederà a portarle via, una volta completato il suo disegno criminoso. Viceversa un tipo disorganizzato tenderà a utilizzare oggetti trovati sul luogo del delitto e, a volte, potrà lasciarli sul posto all'atto della fuga. La presenza di tracce, quali impronte latenti sulla scena, rivela una disorganizzazione tipica del secondo tipo mentre ben difficilmente troveremo elementi utili qualora il responsabile appartenga alla prima categoria. Va detto che questi, come altri indicatori, entrano a far parte di un profilo criminologico dell'autore che, lungi dall'essere prova certa ed inconfutabile, può comunque costituire un valido aiuto nella ricerca del responsabile. Un esempio di omicida seriale disorganizzato è Richard Trenton Chase.

### Tipi di motivazioni
Gli assassini seriali possono essere anche classificati in differenti categorie in base alle motivazioni che li spingono a uccidere, cioè al "movente" dei delitti.

#### Visionari/allucinati
Contrariamente a quanto si potrebbe supporre, non è frequente che gli assassini seriali abbiano disturbi mentali importanti, per esempio schizofrenia. In qualche raro caso, tuttavia, un serial killer può corrispondere a questo stereotipo e letteralmente uccidere "seguendo le istruzioni di voci nella sua testa" o come conseguenza di esperienze di tipo allucinatorio. Herbert Mullin massacrò 13 persone perché una voce gli diceva che questo sacrificio avrebbe salvato la California dal terremoto. Ed Gein pensava di poter preservare l'anima di sua madre mangiando il corpo di donne che le assomigliavano fisicamente.

#### "Missionari", omicidi rituali eMuti Murders
Alcuni serial killer concepiscono i loro omicidi come una missione. Per esempio, lo scopo di un assassino seriale "in missione" può essere quello di "ripulire la società" da una certa categoria (spesso prostitute, come per i casi di Saeed Hanaei, Benjamin Atkins e Gary Ridgway, o membri di determinati gruppi etnici, come Elias Xitavhudzi, o omosessuali e/o sieropositivi, come Michael Lupo). 
Spesso sono dei fanatici religiosi (come Earle Nelson e il satanista Richard Ramirez) o politici, e lasciano dei messaggi per rivendicare e motivare le proprie azioni (come Jack lo Squartatore, David Berkowitz, Albert Fish, Zodiaco o la coppia italiana nota come Ludwig, secondo molti anche il Mostro di Firenze).

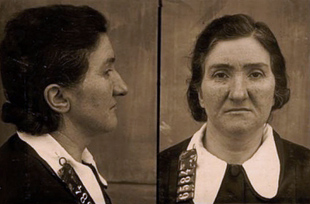
La saponificatrice di Correggio Leonarda Cianciulli

In altri casi pensano di ricevere dei poteri magici dalle uccisioni (come talvolta è successo in Indonesia; il caso più noto è quello di Ahmad Suradji). In un altro caso noto dell'inizio Novecento, una fattucchiera di nome Enriqueta Martí rapì e uccise almeno 10 bambini a Barcellona per bollirli e ricavarci delle pozioni magiche che vendeva a personaggi di spicco. Arrestata, fu uccisa in carcere. Infine Leonarda Cianciulli nel 1940 uccise tre donne a Correggio e ne trasformò i cadaveri in saponette e biscotti (che lei stessa mangiò) perché pensava che il loro sacrificio le salvasse i figli. Gilles de Rais nel Quattrocento torturò, stuprò e uccise almeno 140 bambini perché pensava che il loro sacrificio avrebbe liberato il suo castello da una maledizione. Thug Behram tra il 1790 e il 1830 circa strangolò almeno 125 persone con il lembo del suo mantello. Sacrificò le vittime alla dea Kālī. Sachiko Eto, una donna giapponese arrestata nel 1995, uccise a bastonate 6 membri di una setta esoterica per "esorcizzarli". Tipu Sahib (1750-1799) il sultano di Mysare (India) si credeva il servitore scelto da Maometto che avrebbe dovuto punire gli "infedeli": allora si mise a sodomizzare ogni Europeo che incontrava, forse perché li odiava. In particolare si accanì sui bambini: li castrava, li stuprava sotto un pesante effetto di droghe, li bruciava su un rogo o li defenestrava.
Più in generale, in alcune zone dell'Africa, del Messico e di Haiti esistono dei riti (Palo Mayombe, JuJu, Jambola, Las Matanzas, Voodoo ecc.) in cui si praticano dei sacrifici umani; spesso vengono sacrificati dei bambini. Queste uccisioni hanno lo scopo di "portare fortuna" alla persona che ne ha fatto richiesta. Questi omicidi sono detti "Muti Murders", o "Omicidi per Guarigione". Adolfo Constanzo e Sara Aldrete uccisero a Matamoros tra le 38 e le 60 persone ispirandosi a questi riti; il loro obiettivo era quello di proteggere i narcotrafficanti. Constanzo inoltre era in possesso di una collana di vertebre umane. In Sudafrica Moses Mokgethi uccise sei bambini e li squartò; vendette il loro cuore, fegato e genitali a un affarista per "migliorare la sua fortuna". A Haiti in alcuni rituali si fa cadere in un coma molto profondo una persona con una sostanza speciale; dopo alcuni giorni il sacerdote la fa risvegliare con l'antidoto apposito. In alcuni casi il Muti Murderer non la risveglia, ottenendo così la sua morte.
I casi di omicidio rituale-propiziatorio si fanno risalire alla preistoria e al mondo antico. Un caso molto noto è quello degli Aztechi, un popolo precolombiano sterminato nel Cinquecento dai Conquistadores: il sacerdote disponeva la vittima ancora viva su un altare collocato in cima a un alto tempio, con un coltello di pietra le strappava il cuore e lo offriva al Dio del sole, Huitzilopochtli. Peraltro i culti del Messico sono ispirati a quello azteco. I sacrifici umani della Mesoamerica, a ogni modo, non hanno nulla a che fare con i serial killer.

#### Edonistici
Questo tipo di serial killer uccide con lo scopo di provare piacere. Alcuni amano la "caccia" più che l'omicidio in sé (come nel caso di Robert Hansen, serial killer attivo in Alaska dal 1971 al 1983). Altri torturano o violentano le loro vittime mossi da sadismo. Altri ancora uccidono le vittime velocemente per indulgere in altre forme di attività come la necrofilia o il cannibalismo. Il piacere per questi uccisori seriali è spesso di natura sessuale, o ha un analogo andamento e un'analoga intensità pur non essendo riconducibile ad alcun atto esplicitamente sessuale (David Berkowitz, per esempio, provava un piacere sconvolgente nello sparare a coppie appartate, ma non si avvicinava neppure alle vittime).

#### Dominatori
È il tipo più comune di serial killer. Il principale scopo dell'assassino in questo caso è quello di esercitare potere sulle proprie vittime, in tal caso contribuendo al rafforzamento della propria stima di sé nel senso della propria forza fisica e morale. Questo tipo di comportamento è spesso inteso (inconsciamente o consciamente) come compensazione di abusi subiti dall'omicida nell'infanzia o nella vita adulta. Molti uccisori che violentano le proprie vittime non ricadono nella categoria "edonistica" perché il piacere che provano da questa violenza è secondario, se non addirittura assente. La violenza stessa riproduce, fedelmente o simbolicamente, una violenza subita in passato. Ted Bundy rappresenta il prototipo ideale di questa categoria di serial killer.

#### Angeli della morte
Detti anche "angeli della misericordia", sono gli assassini seriali che agiscono in ambito medico. La denominazione deriva dal soprannome dato al medico nazista Josef Mengele, famoso per la sua freddezza e per il pieno potere che aveva riguardo alla vita e alla morte dei prigionieri. Gli angeli della morte commettono i loro omicidi iniettando sostanze letali ai pazienti di cui si prendono cura e, anche se dichiarano di agire convinti di liberare le loro vittime dalle sofferenze, in realtà sono mossi dal desiderio di decidere della vita e della morte altrui, come prova il fatto che buona parte delle loro vittime siano in condizioni di salute non gravi al momento dell'omicidio. Le vittime variano in base al compito che svolgono, ma spesso sono neonati, bambini, anziani o invalidi. A volte questi criminali non uccidono i loro pazienti, ma li mettono deliberatamente in pericolo per poi salvarli e guadagnare l'ammirazione dei colleghi. Casi famosi sono quelli di Sonia Caleffi, di Stephan Letter, di Charles Cullen o dell'inglese Harold Shipman, uno degli assassini seriali più efferati della storia. Le sostanze più utilizzate sono dei medicinali pericolosi, facilmente giustificabili nel caso di un'autopsia, quali morfina, atropina o tiopental sodico. La Caleffi, invece, iniettava aria nelle vene dei suoi pazienti per provocare delle embolie sulle quali sperava di intervenire, ma che in almeno quattro o cinque casi risultarono letali.

#### Motivati dal guadagno
La maggior parte degli assassini che agiscono per ottenere dei vantaggi materiali (per esempio a scopo di rapina o come sicari) non sono in genere classificati come assassini seriali. Tuttavia, esistono casi limite che sono considerati tali. Marcel Petiot, per esempio, era un serial killer che agiva in Francia durante l'occupazione nazista. Fingeva di appartenere alla Resistenza e attirava ebrei benestanti a casa propria, asserendo di poterli aiutare a fuggire dal Paese, per poi ucciderli e derubarli. Nei suoi 63 omicidi, Petiot ottenne solo qualche decina di borse, vestiti e qualche gioiello. La sproporzione fra il numero di vittime e il bottino materiale che Petiot ne ricavò fanno supporre un substrato morboso di altro genere. Mariam Soulakiotis attirava le vittime nel suo convento per derubarle dei loro averi. Anche il serial killer italiano Donato Bilancia uccise 6 delle sue 17 vittime per motivi di denaro.

#### Vedove nere
La maggior parte di serial killer donne rientra in questa categoria. Le vedove nere agiscono in modo simile al ragno che ha ispirato la loro denominazione: sposano uomini ricchi e, dopo essersi appropriate delle loro proprietà, li uccidono, solitamente avvelenandoli o simulando incidenti domestici. A volte uccidono anche i loro figli, dopo aver stipulato delle assicurazioni sulle loro vite. Casi celebri sono quelli di Mary Ann Cotton, Belle Gunness e Martha Needle, mentre si segnala come uniche varianti maschili il francese Henri Landru e il tedesco Johann Otto Hoch. Anche George Chapman (vero nome Seweryn Kłosowski), uno dei sospetti nel caso di Jack lo squartatore, poteva essere apparentato a questa categoria: difatti uccise tre delle sue mogli per avvelenamento, dopo aver tentato di uccidere anche la sua prima moglie.

#### Altre motivazioni

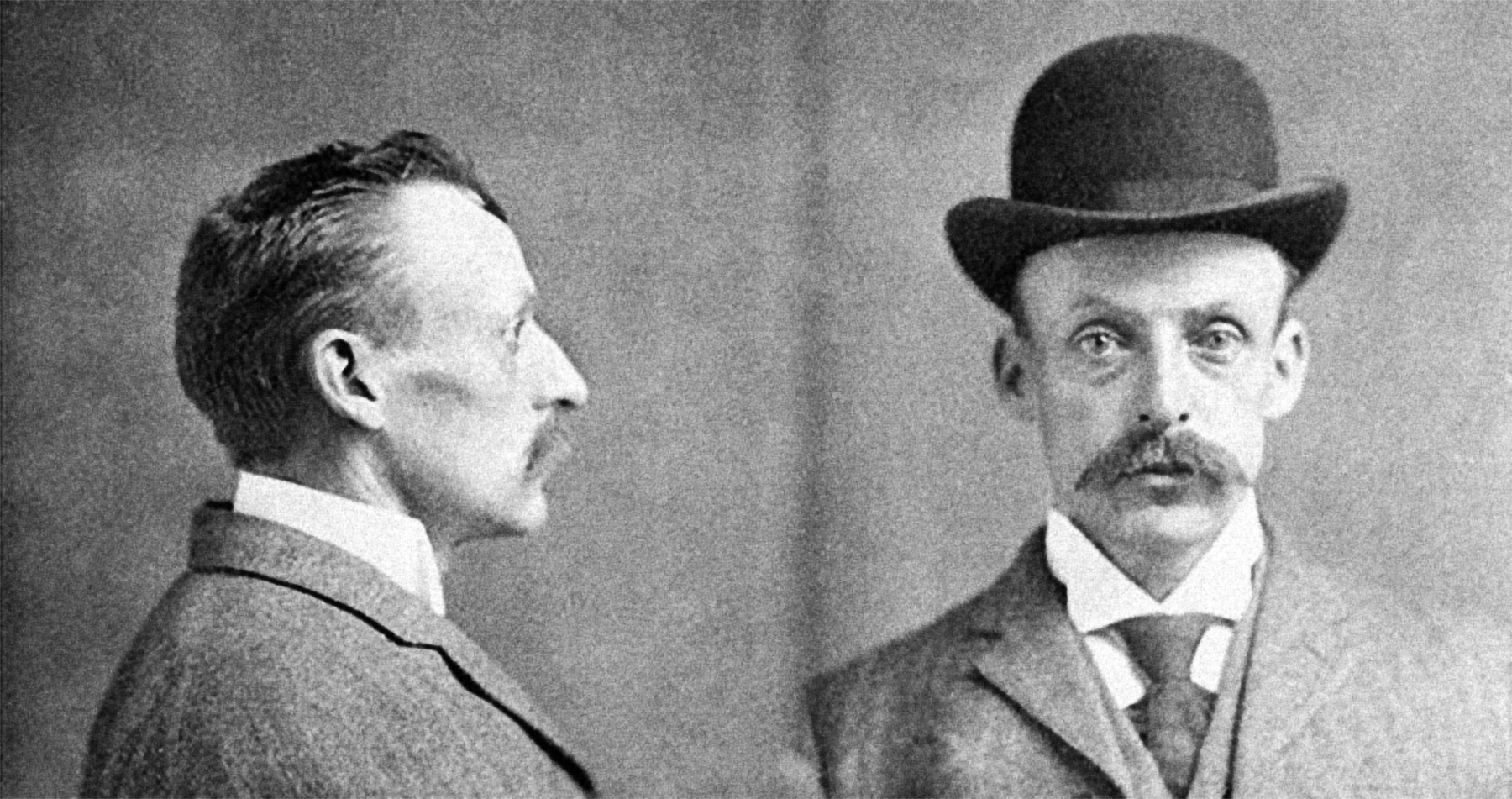
Albert Fish ebbe diverse pulsioni parafiliche, tra cui pedofilia, cannibalismo, vampirismo, castrazione e coprofagia

Ci sono però numerosi casi di assassini seriali che presentano caratteristiche proprie di più di una di queste categorie, e che possono quindi venire assegnati contemporaneamente all'una e all'altra: per esempio, Albert Fish soffrì di disturbi mentali con deliri di tipo paranoide già prima di commettere il primo omicidio, pare che torturasse e uccidesse le sue vittime con l'intento di "purificare se stesso e gli altri tramite la sofferenza", e in ultimo si eccitava sessualmente e provava piacere nell'atto dell'omicidio. Quindi si potrebbe assegnarlo indifferentemente alla categoria degli assassini seriali "visionari" a quella dei "missionari" e a quella degli "edonistici". Lo stesso si può dire di David Berkowitz che con ogni probabilità soffriva di schizofrenia con stati deliranti ricorrenti e al tempo stesso provava piacere nel tendere agguati alle sue vittime; pare spesso si masturbasse dopo aver ucciso e considerasse i suoi delitti alla stregua di "avventure". Le stesse considerazioni valgono nel caso di quei serial killer il cui movente varia da un delitto all'altro, e di quelli che non hanno un tipo di vittima preferito e sembrano spinti a uccidere da un "bisogno interno", una compulsione omicida che si impone sopra qualsiasi altra considerazione razionale. Questi sono ovviamente i casi più difficili da classificare per uno studioso del fenomeno.

## I serial killer nella cultura di massa
A causa della natura orrorifica dei loro crimini, delle loro variegate personalità e della terrificante abilità di sfuggire all'individuazione e uccidere molte vittime prima di venire finalmente catturati e imprigionati, i serial killer sono rapidamente diventati una specie di fenomeno di culto, e sono protagonisti di molti romanzi, film, canzoni, fumetti, saggi, videogiochi e altro.
La fascinazione del pubblico per i serial killer ha portato ad alcuni gialli e film di successo, come Psyco di Alfred Hitchcock, American Psycho di Bret Easton Ellis e in particolare Il silenzio degli innocenti di Thomas Harris, con il suo adattamento cinematografico premiato con l'Oscar, il cui principale antagonista, il brillante psichiatra e omicida seriale cannibale Hannibal Lecter (interpretato da Anthony Hopkins) , è diventato un'icona culturale. Nel 2006 negli Stati Uniti esordisce la serie televisiva Dexter (interpretato da Michael C. Hall) in cui il protagonista, Dexter appunto, apparentemente uomo comune, è in realtà un assassino seriale che cerca di ripulire la società dai suoi assassini più efferati, spinto da un trauma infantile che non gli permette di controllare i propri impulsi omicidi.
Mentre nella letteratura moderna gli omicidi seriali avvengono sempre con modalità atroci e con moventi psicologici (come Jack lo squartatore, Gregor Jaworskicic l'accoltellatore o Hannibal), nella letteratura antica vengono riportati omicidi seriali perpetrati da famosi personaggi delle migliori casate italiane commessi a scopo sessuale o amoroso.
Dal 2005 va in onda la serie TV Criminal Minds, basata sulle indagini di una squadra del BAU (Behavioral Analysis Unit) dell'FBI, ovvero i profiler che vengono convocati dalla Polizia Locale per aiutarli a catturare i serial killer.